# 南俾斯麥板塊
南俾斯麥板塊（South Bismarck Plate）是太平洋俾斯麥海南部的小型板塊，包括新畿內亞東部和新不列顛，南側的聚合板塊邊緣形成新不列顛和所羅門群島，這個地區經常發生地震。